# Carex raphidocarpa
Carex raphidocarpa är en halvgräsart som beskrevs av Christian Gottfried Daniel Nees von Esenbeck. Carex raphidocarpa ingår i släktet starrar, och familjen halvgräs. Inga underarter finns listade i Catalogue of Life.